# Arbos
Pour les articles homonymes, voir Arbos (homonymie).
Arbos est une œuvre du compositeur estonien Arvo Pärt qui fut écrite  en 1977 pour un ensemble de cuivres et révisée en 1986

## Historique
Cette pièce est écrite un an après la nouvelle orientation stylistique d'Arvo Pärt qui s'est orienté vers la musique minimaliste et son style tintinnabuli qui deviendra alors sa signature formelle. Arbos est dédié à Andres Mustonen.

## Structure
Arbos est constitué d'un mouvement unique court sans développement particulier ou modulation dont le style adopte parfois la gamme pentatonique. Son exécution dure environ 2 minutes 30 secondes.

## Discographie
- Arbos sur le disque homonyme  par le Staatsorchester Stuttgart, chez ECM Records, 1987.